# Donacoscaptes incoloralis
Donacoscaptes incoloralis là một loài bướm đêm trong họ Crambidae.